# Luc Chatel
Ne doit pas être confondu avec Luc Chatel (journaliste).
Luc Chatel, né le 15 août 1964 à Bethesda (Maryland, États-Unis), est un homme politique et homme d'affaires français.
Député de la Haute-Marne de 2002 à 2007 et de 2012 à 2017, maire de Chaumont de 2008 à 2013, il est secrétaire d'État chargé de la Consommation et du Tourisme puis de l'Industrie et de la Consommation de 2007 à 2009. Il est également ministre de l'Éducation nationale et porte-parole du gouvernement sous la présidence de Nicolas Sarkozy.
Il est vice-président délégué de l’Union pour un mouvement populaire (UMP) de 2012 à 2014 avant d'en devenir secrétaire général. Le 9 mars 2017, il est nommé porte-parole de la campagne présidentielle de François Fillon. Après l'élection, il rejoint le secteur privé.
Depuis décembre 2017, il dirige la plateforme de l'Automobile (PFA), le lobby du secteur automobile en France. Depuis 2020, il dirige Odyssey, un groupe privé d’enseignement français à l’étranger.

## Biographie

### Études et carrière professionnelle
Luc Chatel est né dans une famille industrielle haut-marnaise, d'un père amiral, Robert Chatel, et d'une mère professeur de danse classique. Il passe sa scolarité chez les jésuites, au lycée Saint-Louis-de-Gonzague dans le 16e arrondissement de Paris. Étudiant à l'université Paris-1 Panthéon-Sorbonne, il y obtient une maîtrise de sciences de gestion en 1987, puis un DESS de marketing en 1988.
Il s'investit alors dans le syndicalisme étudiant, comme représentant des étudiants au conseil d'administration de l'université, président du syndicat étudiant ADEG, puis de la Junior-Entreprise Sorbonne Conseil.
Diplômé, il intègre le groupe international de cosmétiques L'Oréal en 1990. Il travaille initialement dans le marketing en qualité de chef de produit, puis aux ressources humaines et devient DRH d'une entité du groupe, poste qu'il occupe jusqu'à son élection à l'Assemblée nationale, en 2002, après avoir réduit durant quatre ans son temps de travail à 80 % pour s'engager en politique,.

### Vie privée
Luc Chatel est veuf d'Astrid Herrenschmidt. Cette dernière, qu'il avait épousée en 1991 et avec qui il a eu quatre enfants, se suicide par pendaison en janvier 2012 à leur domicile de Boulogne-Billancourt.
Depuis 2014, il est en couple avec Mahnaz Hatami,, qu'il épouse le 11 mai 2017, et avec qui il a une fille le 26 avril 2018.

### Débuts politiques
Il adhère en 1991 au Parti républicain. Gérard Longuet lui conseille de se construire une expérience professionnelle avant de se lancer en politique.
En 1993, il devient conseiller municipal de Bayard-sur-Marne (Haute-Marne) d'où est originaire sa famille, puis conseiller municipal de Chaumont en 1996. Il est battu aux cantonales de 1994.
Président de la Fédération de la Haute-Marne du Parti républicain, en 1995, rebaptisé Démocratie libérale en 1997, il intègre le bureau politique en 1998. En 1998, il devient vice-président du conseil régional de Champagne-Ardenne jusqu'en 2004.
Il est élu député le 16 juin 2002, pour la XIIe législature, dans la 1re circonscription de la Haute-Marne puis réélu en 2007 au premier tour avec 53,88 % des voix. Il fait partie du groupe UMP. Membre de la commission des affaires économiques de l'Assemblée nationale lors de son premier mandat de député, travaillant en particulier sur les problèmes de consommation, il est rapporteur de projets ou de propositions de loi relatifs à ce domaine, notamment du projet de loi avorté relatif aux actions de groupes à la française (class actions). Il a également été chargé de faire voter une loi sur les prix dans la grande distribution limitant la marge des distributeurs.
En 2004, il devient secrétaire national puis porte-parole national de l'UMP dirigée par Alain Juppé, conservant ce poste lors de la prise en main du parti par Nicolas Sarkozy. Au sein du parti, il est membre du mouvement Les Réformateurs.

### Secrétaire d'État à la Consommation, au Tourisme et à l'Industrie

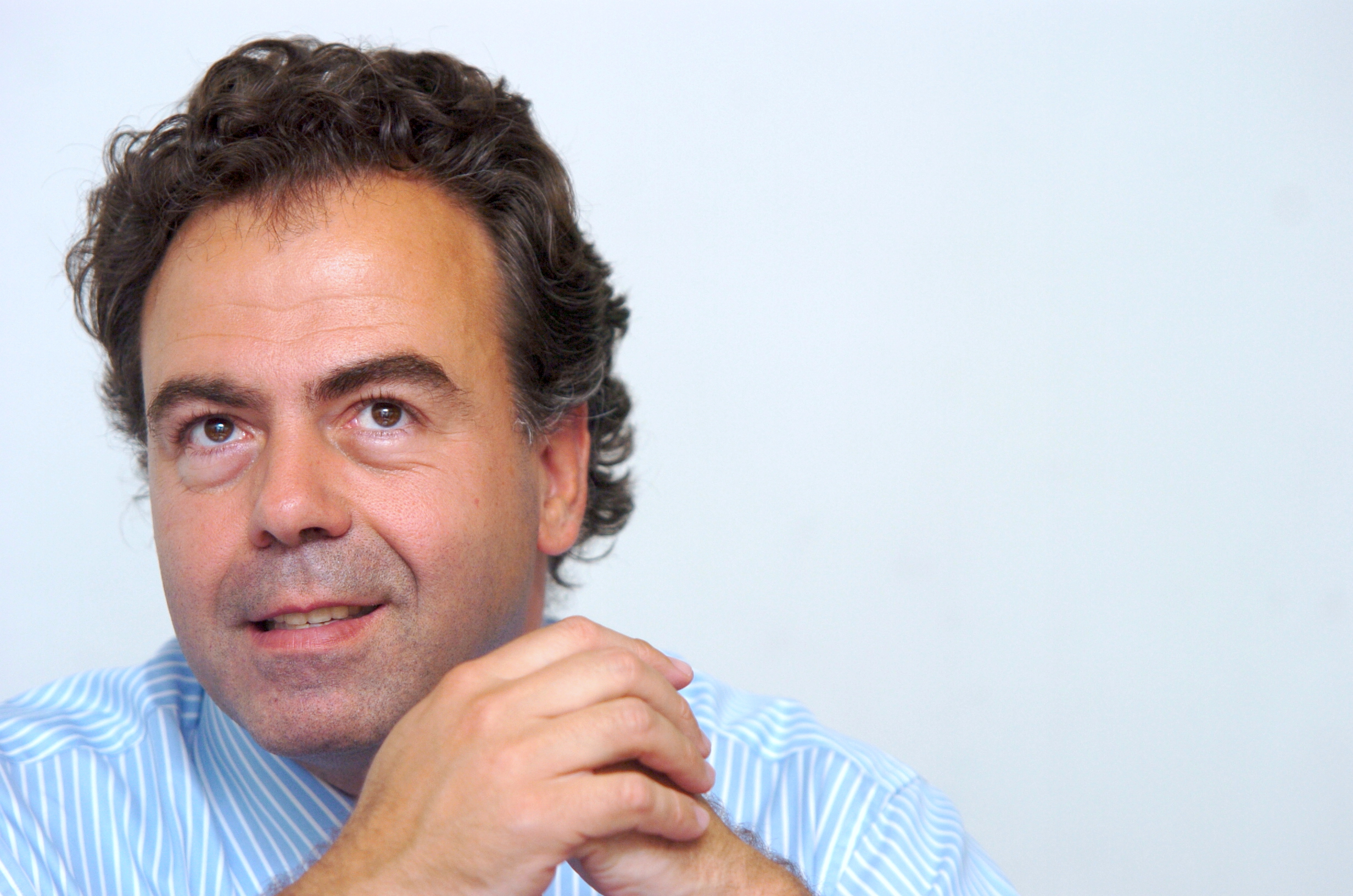
Luc Chatel, secrétaire d'État chargé de l'Industrie et de la Consommation, porte-parole du gouvernement, le 26 mai 2008 à Paris.

Ayant convaincu Nicolas Sarkozy de l'intérêt d'un secrétariat d'État à la Consommation, il est nommé, le 19 juin 2007, dans le gouvernement Fillon II, secrétaire d'État auprès de la ministre de l'Économie, des Finances et de l'Emploi, chargé de la Consommation et du Tourisme, responsabilités ministérielles élargies en mars 2008 à l'Industrie et à la fonction de porte-parole du gouvernement, en remplacement de Laurent Wauquiez.
Il fait partie du groupe de ministres (appelé « G7 ») que le président Sarkozy consulte directement. Il intervient dans les dossiers de la crise du secteur automobile et de la téléphonie (lancement du 33700, service de lutte contre les SMS frauduleux) mais n'instaure pas l'action de groupe dans la législation française.
Il est élu maire de Chaumont le 9 mars 2008, avec 56,15 % des voix au premier tour.
Le 16 juin 2008, l'AFUL et l'April l'accusent ouvertement de favoriser des pratiques anticoncurrentielles, en incitant l'Assemblée nationale à rejeter l'amendement 999 à la loi de modernisation de l'économie, qui aurait rendu obligatoire l'affichage détaillé du prix des licences des logiciels pré-installés sur les ordinateurs vendus au grand public.

### Ministre de l'Éducation nationale
Il prend progressivement une place d'importance dans le gouvernement et la majorité. Il accède, le 23 juin 2009, à un ministère de plein exercice, en remplaçant de Xavier Darcos comme ministre de l'Éducation nationale, tout en conservant le porte-parolat.
Face à des enseignants et des lycéens échaudés par la baisse des budgets et du nombre de fonctionnaires menée par son prédécesseur[réf. nécessaire], il parvient à esquiver les conflits sans changer les orientations politiques, notamment en recevant régulièrement les syndicats en tête à tête. À ce poste, il mène le non-remplacement d'un fonctionnaire sur deux[réf. nécessaire], se penche sur des sujets grand public comme la culture et le sport à l'école ou les rythmes scolaires. Au point d'annoncer début mai 2010 l'organisation d'un débat national sur la question de ces rythmes scolaires et d'envisager notamment le raccourcissement des grandes vacances, voire la mise en place d'un zonage, comme pour les autres vacances. Son projet paraît alors séduire une large majorité de Français. Cependant, le ministre se déclare conscient « des conséquences économiques » que cela pourrait engendrer. Il travaille de surcroît à la mise en place d'une autonomie des établissements et d'une amélioration de la gestion des ressources humaines dans son ministère.
L'approche « marketing » de ses actions ne va pas sans controverse, par exemple quand, lors de la visite d'un supermarché destinée à vanter la baisse des prix des fournitures scolaires, à la veille de la rentrée scolaire 2009, des mères de famille sympathisantes de l'UMP sont choisies pour figurer auprès du ministre,.
Son dernier acte en tant que ministre est la publication d'un décret modifiant l'évaluation des enseignants, décret décrié par plusieurs syndicats d'enseignants, et signé au lendemain de la défaite de Nicolas Sarkozy aux présidentielles (7 mai 2012).
Comme porte-parole, il suscite des critiques de « langue de bois », sans pour autant hésiter à tancer publiquement les sorties polémiques des ministres.

### L'après gouvernement
En août 2012, il crée le groupe « Réforme et liberté » avec des députés issus de la famille libérale (Hervé Novelli, Michèle Tabarot et Hervé Mariton), en vue du congrès de l'UMP. Il est élu vice-président du parti à l'issue du congrès du 18 novembre 2012, aux côtés du président Jean-François Copé et de la secrétaire générale Michèle Tabarot. En janvier 2013, son poste change pour celui de « vice-président délégué ». Laurent Wauquiez et six nouveaux vice-présidents (trois pro-Copé ; trois pro-Fillon) sont également nommés.
Il annonce sa démission de son mandat de maire de Chaumont le 6 septembre 2013 ; son adjointe Christine Guillemy lui succède.
Le 10 juin 2014, le bureau politique de l'UMP a désigné Luc Chatel comme secrétaire général de l'UMP. Il est placé sous l'autorité d'un « triumvirat » mené par les trois anciens Premiers ministres François Fillon, Alain Juppé et Jean-Pierre Raffarin.
Le 4 décembre 2014, il est nommé conseiller politique par le nouveau président de l'UMP Nicolas Sarkozy.
Le 13 février 2016, il est élu président du conseil national des Républicains face à Michèle Alliot-Marie.
En septembre 2016, il appelle à faire de Les Républicains le parti « des OGM et des gaz de schiste ».
Il soutient Nicolas Sarkozy pour le premier tour de la primaire présidentielle des Républicains de 2016 et François Fillon lors du second.
En mars 2017, alors que l'affaire Fillon a conduit plusieurs personnalités à quitter l'équipe du candidat à la présidence de la République François Fillon, son équipe de campagne est remaniée. Luc Chatel est nommé porte-parole. À la suite de la publication du livre-enquête Bienvenue place Beauvau, il porte avec d'autres ténors LR à la connaissance du Parquet national financier et au procureur de la République une douzaine de faits délictueux,.
En mai 2017, il déclare ne pas se représenter aux élections législatives, affirmant prendre acte de la demande de renouvellement du personnel politique notamment manifestée, selon lui, par l'élection d'Emmanuel Macron comme Président de la République.
Le 2 novembre 2017, il démissionne de la présidence du conseil national des Républicains et annonce quitter la vie politique, critiquant au passage la ligne droitière de Laurent Wauquiez. Jean Leonetti lui succède.

### Homme d'affaires
Sans mandat politique, il rejoint la société d'investissement Ekkio Capital, en tant qu'associé.
En décembre 2017, sur la demande d'industriels du secteur, il devient président de la Plateforme de l'Automobile (PFA), le lobby du secteur automobile en France.
Il est par ailleurs professeur associé à l’ESCP.
Depuis 2020, il dirige Odyssey, un groupe privé d’enseignement français à l’étranger.

## Détail des mandats et fonctions

### Fonctions gouvernementales
- 19 juin 2007 - 18 mars 2008 : secrétaire d'État auprès de la ministre de l'Économie, des Finances et de l'Emploi, chargé de la Consommation et du Tourisme, dans le 2e gouvernement Fillon
- 19 mars 2008 - 23 juin 2009 : secrétaire d'État auprès de la ministre de l'Économie, de l'Industrie et de l'Emploi, chargé de l'Industrie et de la Consommation, ainsi que porte-parole du gouvernement
- 23 juin 2009 - 13 novembre 2010 : ministre de l'Éducation nationale et porte-parole du gouvernement
- 14 novembre 2010 - 15 mai 2012 : ministre de l'Éducation nationale, de la Jeunesse et de la Vie associative

### Mandats électifs
- Maire de Chaumont (Haute-Marne)
  - 09/03/2008 - 06/09/2013
- Conseiller municipal :
  - 15/04/1993 - 18/06/1995 : conseiller municipal de Bayard-sur-Marne (Haute-Marne)
  - 15/07/1996 - 18/03/2001 : conseiller municipal de Chaumont (Haute-Marne)
  - 19/03/2001 - 25/07/2002 : conseiller municipal de Chaumont (Haute-Marne)
- Conseiller régional
  - 16/03/1998 - 28/03/2004 : conseiller régional de Champagne-Ardenne et vice-président du conseil régional
  - 28/03/2004 - 26/03/2010 : conseiller régional de Champagne-Ardenne
- Député :
  - 16/06/2002 - 19/06/2007 : député de la 1re circonscription de la Haute-Marne
  - 20/06/2007 - 19/07/2007 : député de la 1re circonscription de la Haute-Marne (remplacé par sa suppléante, Sophie Delong)
  - 20/06/2012- 20 juin 2017 : député de la 1re circonscription de la Haute-Marne

### Fonctions politiques
- 2002-2005 : secrétaire national de l'UMP
- 2002-2007 : secrétaire départemental de l'UMP
- 2002-2007 : porte-parole de l'UMP
- 2012-2014 : vice-président délégué de l'UMP
- 2014 : secrétaire général de l'UMP
- 2014-2015 : conseiller national de l'UMP
- 2016-2017 : président du Conseil national du parti Les Républicains

## Décorations
- Chevalier de la Légion d'honneur, 14 juillet 2019[37].
- Commandeur de l'ordre des Palmes académiques en 2012[38]
- Grand-croix de l'ordre du Mérite de la République fédérale d'Allemagne en 2012[39]
- Commandeur de l'Ordre du Ouissam alaouite [40]

## Publication
- Le monde qu'on leur prépare. École, économie, État. Entretiens croisés entre Luc Chatel et Jean-Pierre Chevènement, dirigés par Nicolas Beytout, Paris, Plon, 2011  (ISBN 978-2-259-21463-6)